# St. Nikolaus (Rotenberg)

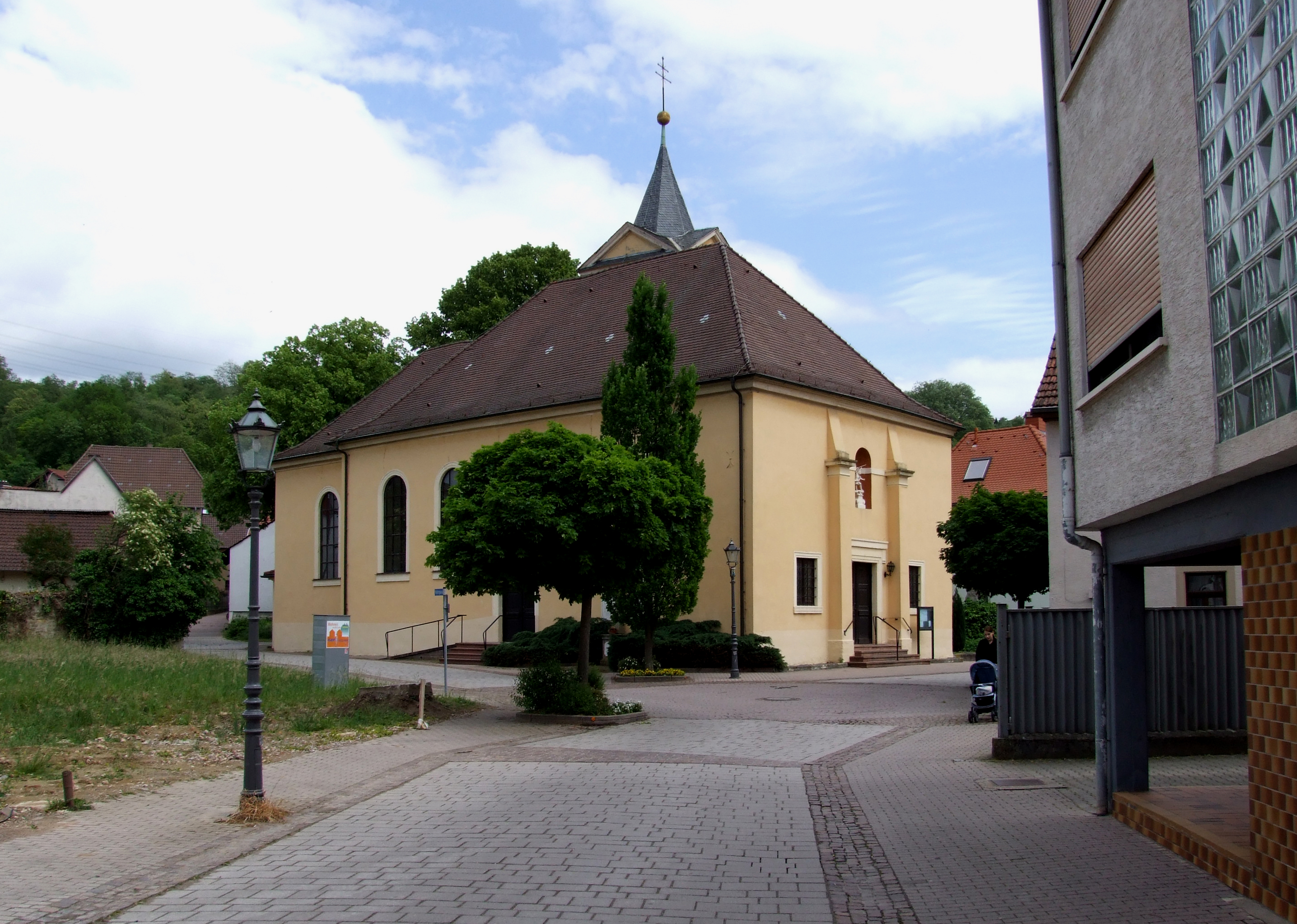
St. Nikolaus Rotenberg, Süd-West-Ansicht, 2007

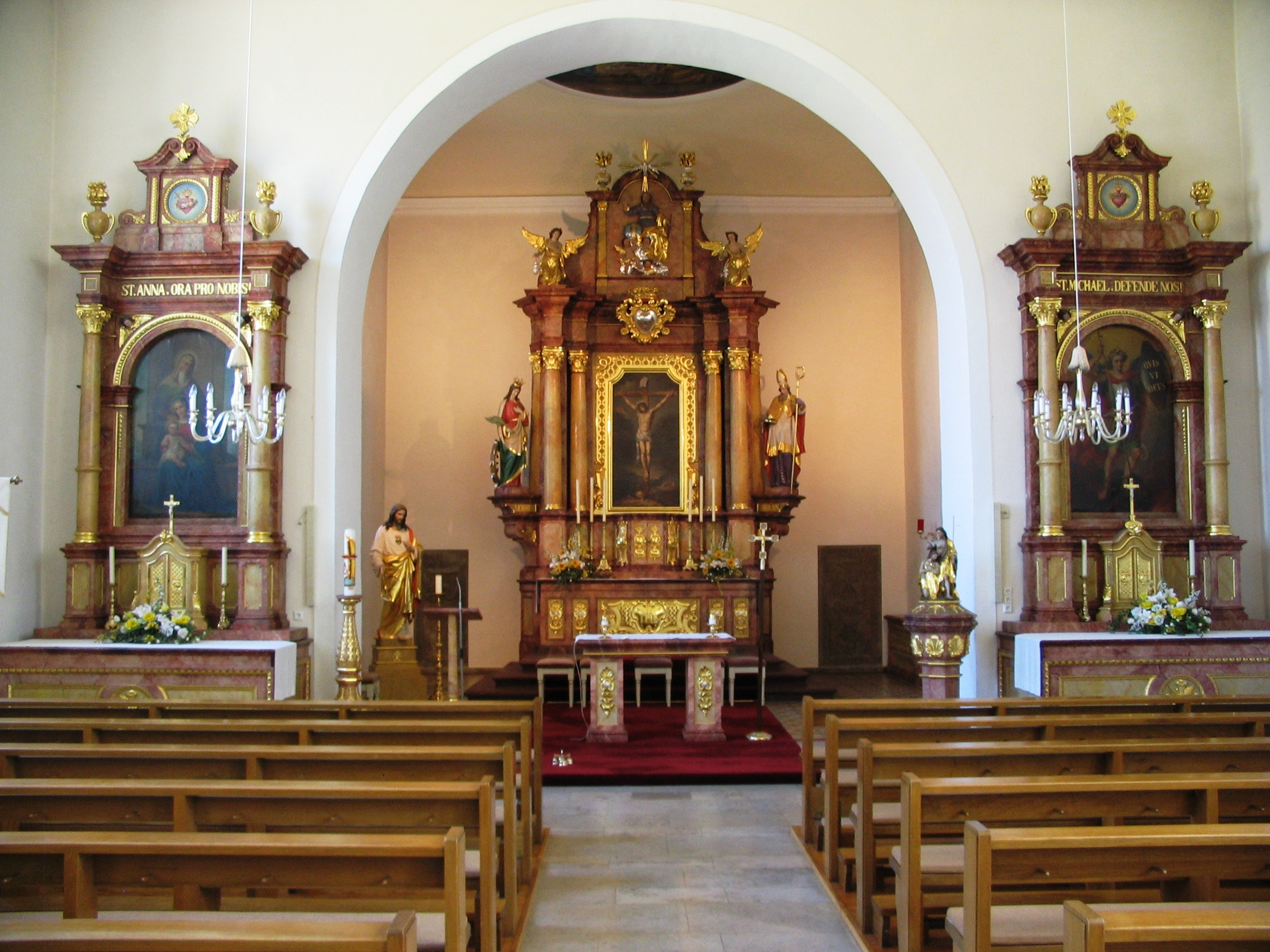
Innenansicht der St. Nikolauskirche (Rotenberg)

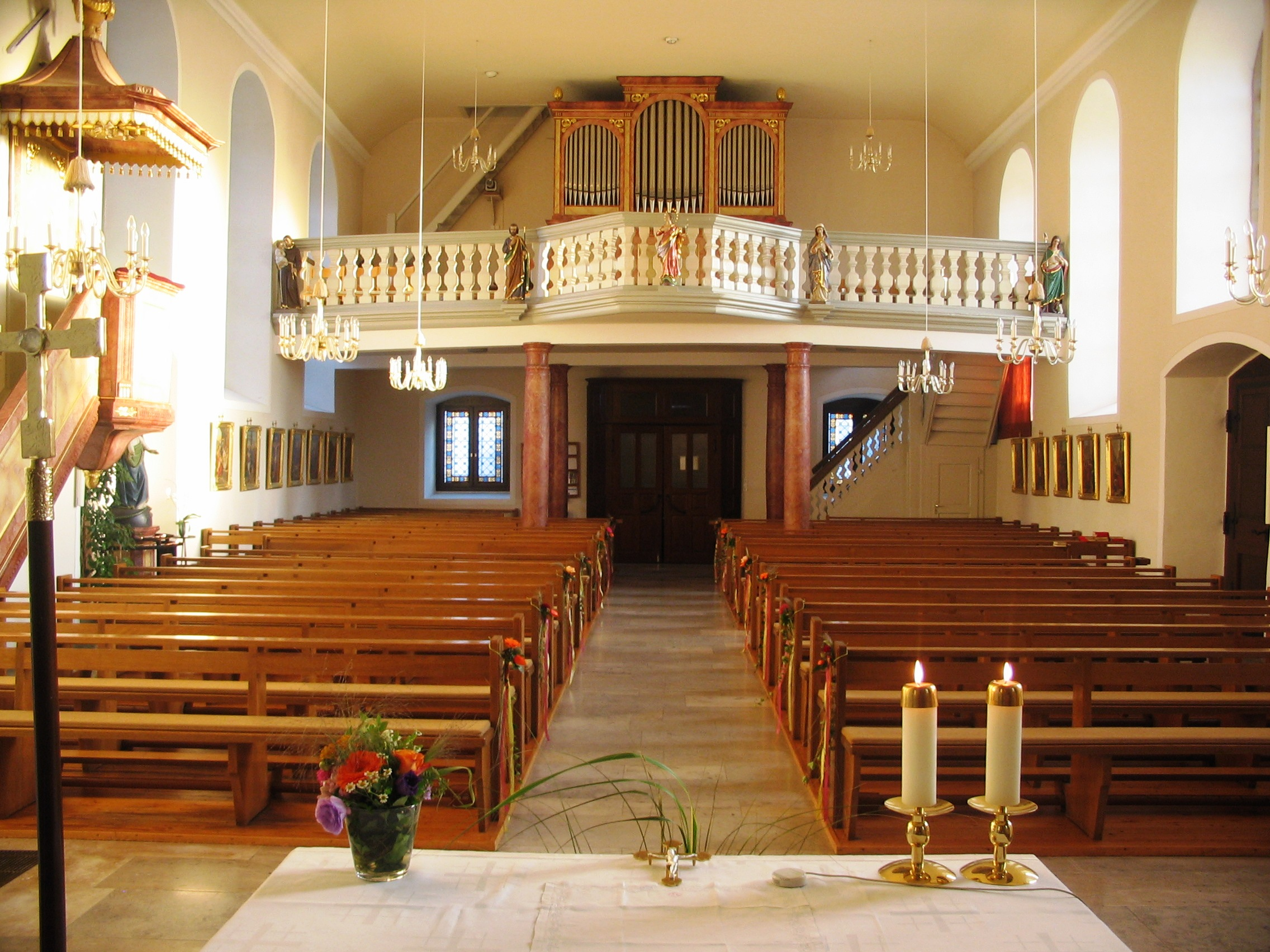
Kirchenschiff der St. Nikolauskirche (Rotenberg) mit Empore und Orgel

Die Kirche St. Nikolaus in Rotenberg wurde 1805 und 1806 gebaut. Sie ist die Pfarrkirche der römisch-katholischen Pfarrgemeinde. Die Pfarrgemeinde im Erzbistum Freiburg, im Dekanat Wiesloch gehört zur Seelsorgeeinheit Letzenberg.

## Die Geschichte von Kirche und Pfarrgemeinde

### Pfarrer Schaeffer
Das katholische Pfarramt zu Rotenberg besitzt eine heimatgeschichtliche Rarität in den Aufzeichnungen des Pfarrers Georg Christoph Schaeffer aus dem Jahre 1772, die von Hand geschrieben sind und wegen des schwarzen Ledereinbandes das „schwarze Buch“ genannt werden. Auf über 200 Seiten berichtet der Pfarrer über die Stadt und das Schloss Rotenberg, über die Pfarrkirche, das Kirchenvermögen, die Pfarrei und den Schuldienst.
Schaeffer wurde 1722 in Fulda geboren, wurde 1762 Pfarrer von Rotenberg und starb dort am 22. Oktober 1777, wo er drei Tage später auf dem Kirchhof beigesetzt wurde. Sein Grabstein ist bis heute an der Außenwand des Kirchturms zu finden, er trägt die Inschrift „Hic iacet PRD Christophorus Schaeffer Parochus in Rotenberg mortus est die 27. Septembris Anno 1777“ (Hier ruht der höchst ehrwürdige Herr Chr. Schr. Pfarrer in R. Er ist am 27. September im Jahre 1777 gestorben), die falsche Datumsangabe ist bis heute unerklärbar.

### 15. bis 17. Jahrhundert
Pfarrer Schaeffer beschreibt in seinem „schwarzen Buch“ die damalige Stadt- und Pfarrkirche (die Vorgängerin der heutigen) als uralte Kirche mit einem alten Turm, in dem sich zwei Glocken mit Inschriften aus den Jahren 1494 und 1596 befanden. Es gab drei Altäre in der Kirche, nämlich den Hochaltar, einen Marien- und einen Josephs-Altar. Angebaut an die Kirche war eine uralte Kapelle, die St.-Anna-Kapelle.
Das Alter von Kirche und Kapelle leitet Schaeffer von der Jahreszahl 1535 ab, die auf einem Grabstein in der Kapelle angegeben war. Mit absoluter Sicherheit ist die damalige Kirche mit Turm 1548 bereits völlig errichtet gewesen, da diese Gebäude auf einer Landtafel, welche die Wildbanngrenze zwischen Kurpfalz und dem Hochstift Speyer zeigt eindeutig zu sehen sind. Schaeffer schildert dann auch „Raritäten und schöne Alterthümber“ in Kirche und Kapelle auf das genaueste.

### 18. Jahrhundert
Zur Baulast unterscheidet Pfarrer Schaeffer Chor- und Langhaus. Chor samt Turm hatten die großen Zehntnehmer zu bauen, nämlich die Speyerische Herrschaft zu elf Zwölftel. Das Langhaus musste die Kirche selbst bauen. Kirchenpatron war (und ist bis heute) der heilige Bischof St. Nikolaus; Schloss- und Stadtpatron der heilige Erzengel Michael.
Folgende Kirchenfeiertage zählt Schaeffer in seinen Berichten auf: Neujahrstag, Heilig-Drei-Königsstag, Mariä Himmelfahrt, Mariä Verkündigung, Ostermontag, Christi Himmelfahrt, Pfingstmontag, Fronleichnamstag, St. Johannestag, St. Petri- und Paulitag, Mariä Geburt, Allerheiligen, Mariä Empfängnis, St. Nicolai Kirchenpatronstag, der heilige Christtag, St. Stephani-Tag, Erzengel Michaels Stadtpatronstag. Weiter nennt er fünf Opferfesttage: Ostern, Pfingsten, Mariä Himmelfahrt, Kirchweih und Christtag. Kirchweih lag früher an St. Gallus, zu Schaeffers Zeit aber schon an St. Martin.
Schaeffer berichtet weiter über Prozessionen und Umgänge an allen Festtagen um die Kirche, am Weißen Sonntag wurden die Erstkommunikaten, sofern welche da waren mit einer Prozession vom Rathaus abgeholt und in die Kirche geleitet. Außer Ort wurden im Laufe des Jahres acht Prozessionen durchgeführt: Am 1. Mai nach Waghäusel, welche auf ein Versprechen der Bürgerschaft von 1746 zurückzuführen ist und zur Abwendung großen Übels, wie es der Stadt durch Unwetter und Überschwemmung widerfahren war; am zweiten Sonntag nach Ostern folgte eine Flurprozession; die dritte ging am St. Markustag nach Mühlhausen, wo der Rotenberger Pfarrer ein Hochamt hielt, anschließend ging es wieder zurück nach Rotenberg, wo dann der Mühlhäuser Pfarrer ein Hochamt hielt, welches gemeinsam mit den Pfarrgemeinden aus Mühlhausen und Rauenberg gefeiert wurde; in der Karwoche fand am Montag die vierte Prozession nach Malsch; die fünfte am Dienstag nach Dielheim und die sechste am Mittwoch nach Mühlhausen statt; die siebte ging am Pfingstmontag gemeinsam mit den Pfarrgemeinden Mühlhausen, Dielheim und Balzfeld nach Waghäusel; die achte schließlich führte am Allerseelentag hinaus auf den Gottesacker.
Schaeffer berichtet weiter über Kapital, Steuern, Einkünfte und Aufgaben „von dem Heiligen zu Rotenberg und von der St.-Anna-Kapelle“, sowie über die Einkünfte des Pfarrers. Es folgt weiter ein Verzeichnis der Rotenberger Familien- und Flurnamen.
Kirchlich unterstand Rotenberg dem Bistum Worms, damaliger Bischof Emmerich Joseph Freiherr von Breidenbach und die weltliche Herrschaft stand dem Hochstift Speyer zu, Bischof war damals Damian August Philipp Karl von Limburg-Stirum.

### 19. Jahrhundert
Am Platz der jetzigen Pfarrkirche befand sich demnach die aus dem 15. Jahrhundert stammende alte St.-Nikolaus-Kirche mit einer St.-Anna-Kapelle. Diese sollten im Jahre 1803 renoviert werden. Die Kurfürstliche Kirchenkommission stellte jedoch fest, dass diese baufällig sei.
Unter Pfarrer Hofacker wurde im Jahre 1805 mit dem Bau einer neuen Kirche begonnen. Sie ist nach Nordosten ausgerichtet. Zunächst waren Langhaus, Chor und Sakristei geplant. Der Turm an der Südseite stammt großteils aus dem alten Gotteshaus. Die Arbeiten des Kirchbaus wurden an die am wenigsten nehmenden Handwerker vergeben, diese waren folgende: Mauermeister Lutz (Dielheim), Schlossermeister Strechfuß (Odenheim) und Sumpel (Bruchsal), sowie Zimmermann Pfeiffer (Rot).
Die Kirche war bis zum Dachstuhl gebaut, als sich im Mauerwerk Risse zeigten. Daraufhin wurde das Bauwerk wieder abgebrochen und auf einem von Holzstämmen gefertigten Rost neu errichtet. Damals gehörten 122 Katholiken (in den Quellen „Seelen“ genannt) zur Gemeinde, darunter 32 Bürger. Beim Bau der Kirche hatte die Gemeinde Orgel, Kanzel und Nebenaltäre anzuschaffen.
1812 wurden Reparaturen, Fassungsarbeiten und Abstimmungen zwischen dem Hochaltar und den Seitenaltären vorgenommen, die Arbeiten übernahm der Bildhauer Sachs (Bruchsal), der die Arbeiten im Juli 1813 fertigstellte und dafür 350 Gulden erhielt. Im September 1813 wurde die Kirche gedielt und die Beichtstühle repariert. 1823 erfolgte die Anschaffung einer neuen Kirchenuhr. Den Auftrag dazu erhielt der Uhrmacher Stiefel (Heidelberg), der dafür 400 Gulden erhielt.
1841 stellte man den schlechten Zustand des Pfarrhauses fest, worauf 1856 mit dem Bau eines neuen Hauses begonnen wurde, das rund 10.240 Gulden kostete.
Laut Bericht des Erzbischöflichen Bauamts Karlsruhe vom 9. Oktober 1873 waren die Gemälde der Seitenaltäre unerquicklich kunstlos und der heiligen Stätte nicht geziemend. Für die neuen Ölgemälde wurden die Darstellungen des hl. Erzengels Michaels und der hl. Anna mit Maria und dem Jesuskind gewählt. Die neuen Bilder malte Kunstmaler Weber (Freiburg im Breisgau), die alten Bilder wurden gegen eine Vergütung von neun Gulden dem Rauenberger Pfarrer Honikel überlassen.
Im Jahre 1877 wurde die Orgel von Orgelbauer Dürr (Hardheim) nach Plänen von Orgelinspektor Steinbrenner (Walldürn) repariert und umgebaut, die Kosten beliefen sich auf 2.227 Mark.
Nach Aufzeichnungen aus dem Jahre 1885 wurde die Sakristei erweitert, die Baukosten betrugen ca. 800 Mark. Dieser erweiterte Sakristeiraum von 1885 entspricht heute dem Gruppenraum der Ministranten.
Im September 1889 wurde ein neues Geläut angeschafft. Unter Pfarrer Isemann, der gleichzeitig Pfarrer von Mühlhausen und Dekan war, wurde die Kirche 1895 renoviert. Zu dieser Zeit mauerte man auch die Verstärkungspfeiler am Giebel der Kirche auf.

### 20. Jahrhundert
Erst 1903 wurden die beiden Deckengemälde gemalt. Die Darstellung der Geburt Jesu im Chor finanzierte die Pfarrgemeinde. Die Kostenübernahme für das Deckengemälde mit der Darstellung der Himmelfahrt Mariens über dem Langhaus bewilligte das Erzbischöfliche Bauamt in Freiburg im Breisgau. Am Hochaltar wurde ein neuer Tabernakel eingefügt.
Bemerkenswert erscheint ein Protokoll vom 1. Mai 1904:
„Das Schießen am Fronleichnams- und am Michaelsfest wird beschränkt auf je neun Schüsse am Vorabend und in der Frühe des Festes. Mit dem Polizeidiener soll ein Vertrag bezüglich des Schießens abgeschlossen werden …und während der Prozession in seiner Amtskleidung für Ordnung sorgt. Außerdem soll er beauftragt werden, jeweils an Sonn- und Feiertagen nach dem Gottesdienst die Kirchentür zu öffnen. Als Belohnung für diese Leistungen soll derselbe jährlich 10 Mark erhalten.“
Im September 1909 installierte man in der Kirche eine elektrische Beleuchtung, das Pfarrhaus folgt erst 1920. Im September 1911 baute die Firma Jung (Straßburg), die heutige Rohrheizung in die Kirche ein, Kostenaufwand 3.338 Reichsmark.
Im Jahr 1913 bekam die Pfarrkirche eine neue Orgel. Erbauer war die Firma Voit und Söhne (Durlach), die Anschaffungskosten betrugen 6.320 Reichsmark.
Im Jahre 1920 erhielt der Turm zwei neue Glocken, da die vorhergehenden aufgrund des Krieges 1917 beschlagnahmt wurden und abgeliefert werden mussten. Die Glocken wurden von Bürgermeister Eugen Menges und dessen Frau Emma, geborene Spieß gestiftet, die Rechnung belief sich auf 18.010 DM. Die Festpredigt zur Glockenweihe hielt Pfarrer Emil Matthias Menges.
Eine Innenrenovation wurde 1942 unter Pfarrer Julius Berberich begonnen und unter Pfarrer Stephan Frickhofen 1946 zu Ende geführt. Außer den Malerarbeiten, welche die Gebrüder Hemberger (Odenheim) ausführten, wurden die sonstigen Arbeiten unter großen Opfern und unter Mithilfe der gesamten Pfarrgemeinde während des Krieges getätigt.
Im Zweiten Weltkrieg wurden zum zweiten Mal die Kirchenglocken abgeholt. Jedoch konnten 1949 zu einer noch bestehenden, drei neue Glocken in Weißbronze für 4.309 DM angeschafft werden.
1957 kam es zum Bau eines Kindergartens, im Ökonomiegebäude zwischen Sakristei und Pfarrhaus. Die Kosten übernahmen die politische Gemeinde und das Land Baden-Württemberg.
1959 wurde das Glockengeläut elektrifiziert.
Unter Pfarrer Sautner wurden 1968 die Kirchenbänke erneuert, dies war verbunden mit der Fangung des Mauerwerks unter der Kirche. Dies war vor allem durch das Sinken des Grundwasserspiegels, seit der Einführung der Zu- und Abwasserkanalisation 1905 notwendig geworden, da der Holzrost auf dem das Fundament der Kirche von 1805 gebaut war, morsch und faul wurde. Den umfangreichen Kostenaufwand, welchen diese unumgängliche Baumaßnahme mit sich brachte unterstützen die Gemeindemitglieder sehr.
1970 konnte der Kindergarten renoviert und mit einer Heizung versehen werden.

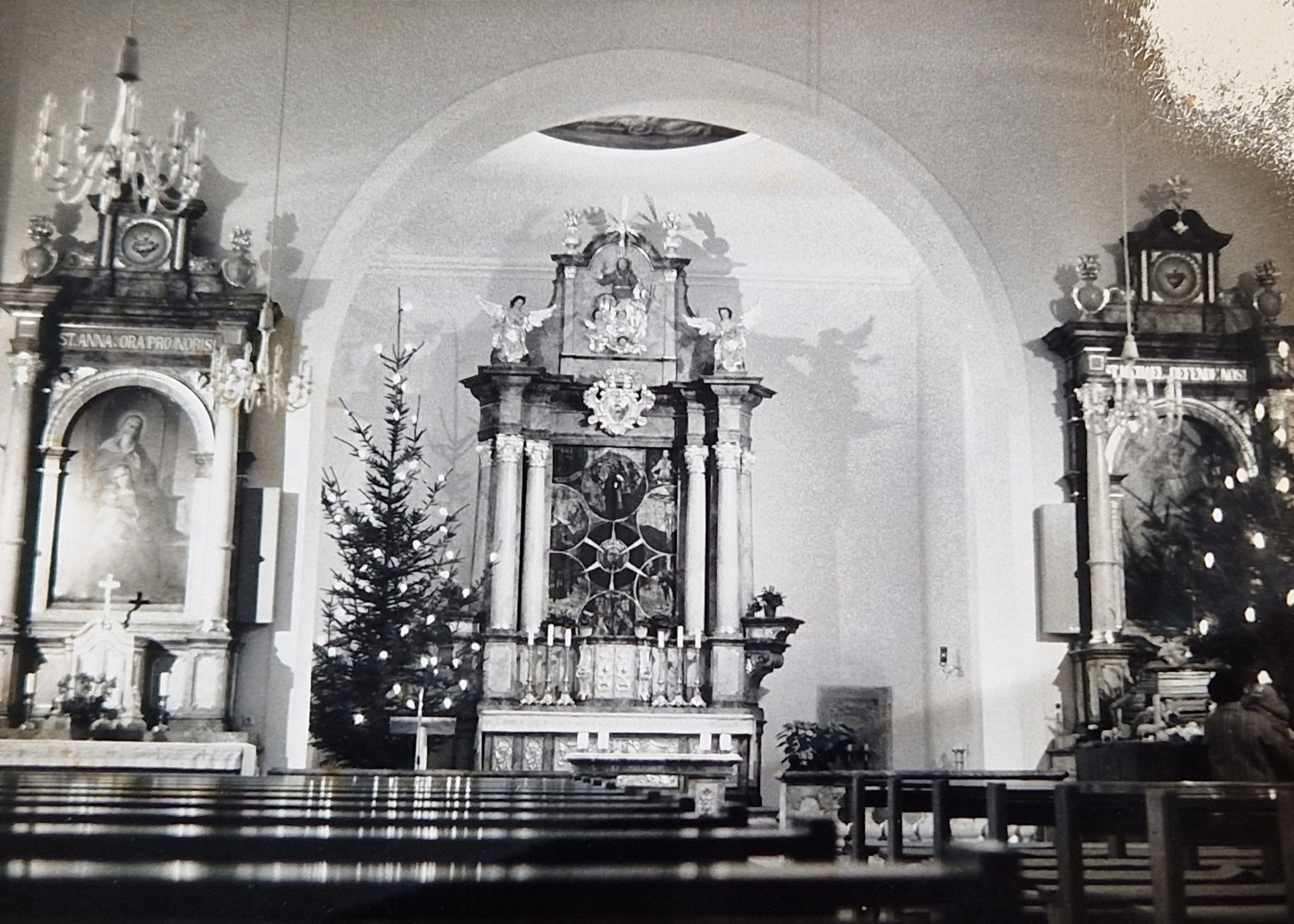
St. Nikolaus Rotenberg zu Weihnachten 1981, 1982, 1983 oder 1984

In der Amtszeit von Pfarrer Melzer wurde 1979 mit dem Bau einer neuen Sakristei begonnen, welche sich südlich des Chorraums, zwischen dem Glockenturm und die alte Sakristei anschließt. Im selben Atemzug wurde eine neue elektrische Anlage von August Greulich installiert, eine Innenrenovierung von Kirchenmaler Fuchs (Horrenberg) ausgeführt (1983) und durch die Gipserfirma Rinhofer (Rotenberg) erfolgte eine Außenrenovierung (1985). Am 22. März 1981 wurde die neue Sakristei von Pfarrer Martin Bandle eingeweiht. Reine Neubaukosten ca. 30.000 DM.
1986 erhielt die Pfarrgemeinde die heutige Orgel, diese wurde von Orgelbaumeister Karl Göckel (Rettigheim) geliefert. Ihr Anschaffungspreis betrug 119.023 DM, wovon die Stadtverwaltung Rauenberg eine Spende von 30.000 DM anwies. Die Orgelweihe fand am 4. Adventsonntag 1986 durch Dekan Berthold Enz (Wiesloch) im Rahmen einer Kirchenmusikalischen Andacht statt.
1992 kam es während der Amtszeit von Pfarrer Drescher zum Bau eines neuen, modernen und größeren Kindergartens „Arche Noah“, an welchem die Pfarrgemeinde zu 30 % beteiligt ist. Der Neubau an der Weinbergstraße hatte die Schließung des alten Kindergartens in der Keltergasse ein Jahr später zur Folge.

### 21. Jahrhundert
Im Jahr 2000 wurden unter Pfarrer Maiba die Umbauarbeiten im alten Kindergarten, hin zu einem Gemeinde- und Pfarrzentrum St. Michael fertiggestellt. Die gut ausgestatteten Räumlichkeiten werden in erster Line von den verschiedenen kirchlichen Gruppierungen genutzt, können aber auch für Veranstaltungen aller Art gemietet werden.
Es folgte eine Kirchenrenovierung im Frühjahr 2003, in der neben umfangreichen Malerarbeiten im Innenraum und der Erneuerung der Kirchenbänke, vor allem die Neugestaltung des Chorraums, sowie der Einbau einer vollautomatischen Heißluftheizung, welche größtenteils die alte Rohrheizung von 1911 ablöste, im Mittelpunkt stand.
Im November 2012 wurden zwei neue Glocken in Passau gegossen. Diese wurden im März 2013 geweiht, seit Ostern erklingt das neue dreistimmige Bronzegeläut aus dem Turm. Die alten drei Weißbronzeglocken von 1949 sind nun vor dem Glockenturm zu finden. Eine Turmsanierung im Inneren des Glockenturms wurde im Herbst 2012 durchgeführt. Eine Außensanierung an der gesamten Kirche schloss sich im Frühjahr 2013 an.

## Die Pfarrer von Rotenberg

### Die Pfarrer von Mühlhausen und Rotenberg
Die Pfarrgemeinde Rotenberg gehörte einst zu Mühlhausen, erst zwischen 1704 und 1747 wurde sie von Mühlhausen abgetrennt und selbstständig. Bis dahin wohnte der gemeinsame Pfarrer im Mühlhäuser Pfarrhaus.
Folgende Vorgänger zählt Pfarrer Schaeffer in seinem „schwarzen Buch“ auf:
- um 1540 Quirinus Metzger
- um 1670 Sylvester Georgie (ein Dominikaner)
- um 1686 Maurus Schiesel (ein Benediktiner)
- um 1704 Damian Hertzog (unter seiner Amtszeit wurden die Gemeinden getrennt)

### Die Pfarrer von Rotenberg
Zwischen den 1740er Jahren und 1979 war Rotenberg rund 230 Jahre lang eine vollkommen selbstständige Pfarrgemeinde, mit einem eigenen Pfarrer.
Seine Vorgänger zählte Schaeffer zunächst auf, seine Nachfolger führten sein Buch fort und trugen sich selbst ein:
| Amtszeit  | Name                              | Lebensdaten                                 | Anmerkungen |
| --------- | --------------------------------- | ------------------------------------------- | --- |
| um 1747   | Andreas Bauman                    |                                             | |
| 1751–1762 | Michael Fibel                     |                                             | |
| 1762–1777 | Georg Christoph Schaeffer         | * 1722 Fulda, † 1777 Rotenberg              | Beginn der Aufzeichnungen im Schwarzen Buch                                                                            |
| 1777–1793 | Georgius Antonius Schae(oe)newald |                                             | |
| 1793–1809 | Michael Weinsbach                 | * Bruchsal                                  | |
| 1809–1836 | Conradus Hofacker                 | * 1767 Bruchsal, † 1836 Rotenberg           | |
| 1837–1857 | Franz Valentin Müller             | * 1798 Muldau, † 1857 Rotenberg             | |
| 1857–1863 | Josef Weimer                      |                                             | in der Zeit des Baues des neuen Pfarrhauses wohnhaft in Rauenberg, solange Zuständigkeit für beide Gemeinden, bis 1858 |
| 1863–1868 | Christoph Michael Hönninger       | * 1808 Tauberbischofsheim, † 1868 Rotenberg | |
| 1870–1898 | Lorenz Berberich                  | * 1814 Heinstadt, † 1898 Rotenberg          | |
| 1895–1899 | Josef Isemann                     |                                             | vertretungsweise, Pfarrer von Mühlhausen und Dekan                                                                     |
| 1899–1920 | Theodor Herold                    | * 1846, † 1928                              | |
| 1920–1940 | Peter Kailbach                    | *1864 Gommersdorf, † 1949 Bad Mergentheim   | |
| 1940–1944 | Julius Berberich                  | * 1878 Hardheim                             | |
| 1946–1960 | Stefan Frickhofen                 | * 1882 Petersackerhof, † 1969 Oberwesel     | |
| 1960–1979 | Fritz Sautner                     | * 1921 Karlsruhe, † 2014 Bruchsal           | |

### Die Pfarrer der Seelsorgeeinheiten

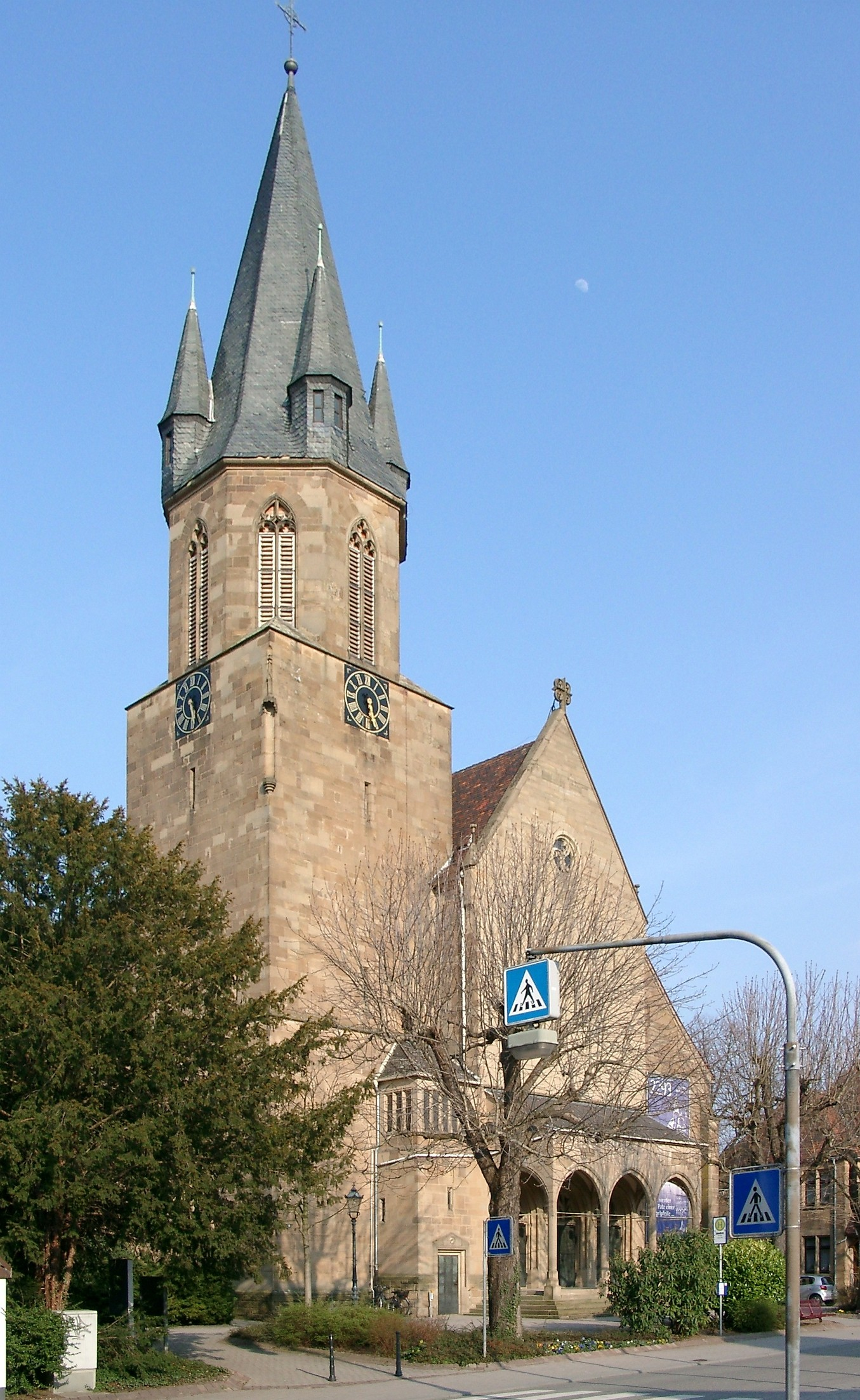
St. Peter und Paul in Rauenberg vor dem Neubau des Kirch- & Rathausplatzes 2010

Seit Februar 1979 haben die Pfarrgemeinden St. Nikolaus Rotenberg und St. Peter und Paul Rauenberg einen gemeinsamen Pfarrer mit Sitz in Rauenberg. 2003–2014 bestand die Seelsorgeeinheit Rauenberg, zu welcher auch Malschenberg gehörte. Seit 2015 besteht die Seelsorgeeinheit bzw. Kirchengemeinde Letzenberg zu der nun die Orte Malsch, Malschenberg, Mühlhausen mit Tairnbach, Rauenberg, Rettigheim und Rotenberg gehören.
Diese wird im Rahmen des „Kirchenentwicklungsprozesses 2030“ des Erzbistums Freiburg bis 2026 in einer neuen Großkirchengemeinde mit 18 Gemeinden aufgehen, welche dem östlichen Teil des bisherigen Dekanat Wiesloch entspricht.
| Amtszeit  | Name                       | Lebensdaten                                            | Anmerkungen                                                                |
| --------- | -------------------------- | ------------------------------------------------------ | -------------------------------------------------------------------------- |
| 1979–1980 | Reimund Melzer             | * 1937 Bruchsal, † 2023 Bretten                        | Neubau der Sakristei                                                       |
| 1980–1988 | Martin Bantle              | * 1950                                                 | Neubau der Orgel                                                           |
| 1988–1998 | Wolfgang Drescher          | * 1955                                                 | Neubau des Kindergarten „Arche Noah“                                       |
| 1998–2011 | Harald Mathias Maiba       | * 1963 Billigheim-Allfeld                              | Umbau des alten Kindergartens zum Gemeinde- und Pfarrzentrum „St. Michael“ |
| 2011–2023 | Joachim Viedt              | * 1964 Hann. Münden                                    | ab 2022 Kooperator                                                         |
| 2012–2022 | Thomas Stolle              | * 1960 Karlsruhe                                       | Kooperator                                                                 |
| seit 2020 | Thaineese John Antony Samy | * 1987 Michaelpatti, Bundesstaat Tamil Nadu, Südindien | Kooperator                                                                 |
| seit 2022 | Bernhard Pawelzik          | * 1971 Ortelsburg, Szczytno, Polen                     | vertretungsweise, Pfarrer von Wiesloch                                     |

## Ausstattung der Kirche

### Innenraum
Die Kirche wurde im Inneren dem Barock nachempfunden.
Durch den großen Hochaltar, die beiden Seitenaltäre, den Altar, den Ambo, den Taufstein, die Osterkerze, die Kommunionbänke (heute ohne Funktion), den Beichtstuhl, die Kanzel (heute ohne Funktion), die Orgel und den vier Säulen unter der Empore, welche alle mit rotem und weißem Marmor und viel Gold verkleidet sind, ergibt sich ein einzigartiges Gesamtbild.
Eine weitere Besonderheit sind die beiden großen Deckengemälde, im Chorraum ist eine Darstellung der heiligen Nacht zu sehen, im Hauptschiff Mariä Himmelfahrt.
Auch die beiden in die Wand eingelassenen Grabsteine im Chorraum, rechts und links des Hochaltars sind eine Rarität. Der rechte ist einem 1536 verstorbenen Wyprecht von Helmstat zuzuordnen, im gehörte bis zu seinem Tod ein Drittel Rauenbergs. Warum der Grabstein in die Wand eingelassen wurde und wo er sich die 170 Jahre zwischen dem Tod Wyprechts und Neubau der Kirche befand, ist unklar.
Die Kirche fasst insgesamt 280 Personen.

### Hochaltar
Der etwa 4 Meter breite, 7 Meter hohe und 3 Meter tiefe Hochaltar ist mit rotem und weißem Marmor, sowie mit Gold beschichtet.
Er besteht aus dem großen Altar mit dem Gold-Stich „IHS“, darüber der Tabernakel, umrahmt von sechs Kerzenleuchtern. Oberhalb befindet sich in der Mitte des gesamten Hochaltars ein Ölbild „Jesus am Kreuz“. Durch Marmorsäulen getrennt befindet sich links neben dem Ölbild die lebensgroße Figur der St. Katharina, rechts der lebensgroße St. Nikolaus (Kirchenpatron). Über dem Ölbild befindet sich ein riesiges silbernes Herz-Jesu. Darüber thront Gott Vater und der Heilige Geist (in Gestalt einer weißen Taube), umgeben von zwei Engeln in goldenen Gewändern, mit silbernem Weihrauchfass und goldenen Fackeln.

### Orgel
Die Orgel, welche 1986 durch das Unternehmen Karl Göckel (Rettigheim) geliefert wurde, ist die erste Göckel-Orgel in der heutigen Seelsorgeeinheit Letzenberg. Das Bauwerk, welches einst 119.023 DM gekostet hat, umfasst zwölf Register (806 Pfeifen) auf zwei Manualen und Pedal. Die Spiel- und Registertrakturen sind mechanisch.
| I Manual C–g3 |                 |       |
| 1.            | Principal       | 8′    |
| 2.            | Rohrgedeckt     | 8′    |
| 3.            | Principal       | 4′    |
| 4.            | Sesquialtera II | 2 ⁄3′ |
| 5.            | Hohlflöte       | 2′    |
| 6.            | Mixtur III      | 1 ⁄3′ |

| II Manual C–g3 |            |    |
| 7.             | Gedeckt    | 8′ |
| 8.             | Salicional | 8′ |
| 9.             | Flöte      | 4′ |
| 10.            | Principal  | 2′ |

| Pedal C–f1 |           |     |
| 11.        | Subbass   | 16′ |
| 12.        | Octavbass | 8′  |

- Koppeln: II/I, I/P, II/P

Das Gehäuse der Vorgängerorgel von 1913 wurde umgebaut. Die Farbgebung veranlasste Kirchenmaler Fuchs (Horrenberg); Disposition und Beratung: R. Walter (Karlsruhe).

### Glocken

#### Bisherige Glocken

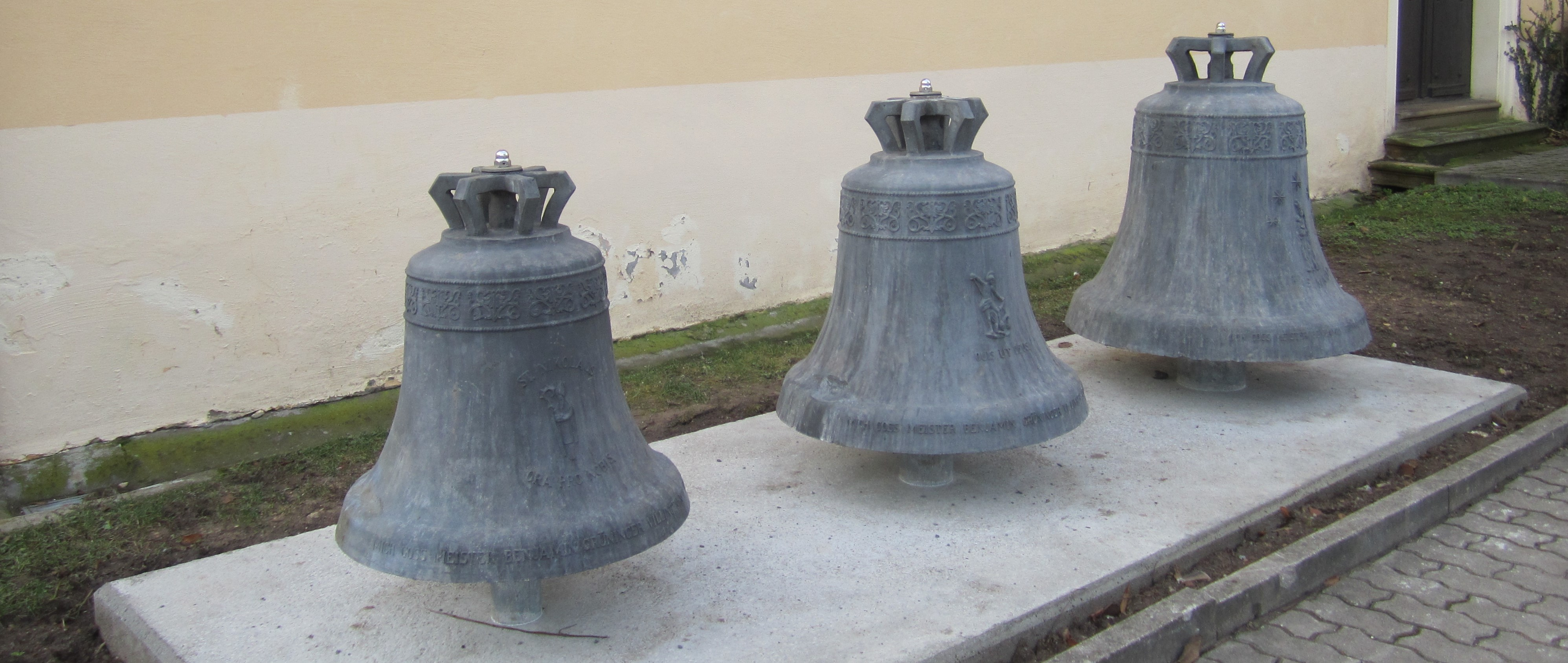
Die drei alten Weißbronze-Glocken von 1949 können vor der Kirche angeschlagen werden

Im Jahre 1920 erhielt der Turm zwei neue Glocken, da die vorhergehenden aufgrund des Krieges 1917 beschlagnahmt wurden und abgeliefert werden mussten (eine Glocke von 1889 konnte behalten werden). Die Glocken wurden von Bürgermeister Eugen Menges und dessen Frau Emma, geborene Spieß gestiftet. Gegossen wurden die beiden Glocken von der Firma Grüninger (Villingen).
Im Zweiten Weltkrieg waren zum zweiten Mal die Kirchenglocken abgeholt worden. 1949 konnten zu der einen noch bestehenden Glocke von 1889, drei neue Weßbronze-Glocken angeschafft werden. Durch die Erfahrung innerhalb von 25 Jahren zweimal die Glocken kriegsbedingt zu verlieren, entschied man sich für Weißbronzeglocken aus einer günstigeren Aluminium-Legierung. Dieses extrem weiche Metall wies eine sehr starke Abnutzung auf, daneben gab es klanglich gesehen praktisch kein Nachhall und einen sehr trockenen, dumpfen Klang. 1959 wurde dieses Glockengeläut elektrifiziert.
| Nr. | Name             | Gussjahr | Gießerei              | Durchmesser | Gewicht | Metall     | Nominal |
| --- | ---------------- | -------- | --------------------- | ----------- | ------- | ---------- | ------- |
| 1   | Marienglocke     | 1949     | Grüninger (Villingen) | 970 mm      | 400 kg  | Weißbronze | gis′    |
| 2   | Michaelsglocke   | 1949     | Grüninger (Villingen) | 820 mm      | 250 kg  | Weißbronze | h′      |
| 3   | Nikolausglocke   | 1949     | Grüninger (Villingen) | 710 mm      | 200 kg  | Weißbronze | cis″    |
| 4   | Laurentiusglocke | 1889     | Hamm (Frankenthal)    | 550 mm      | 100 kg  | Bronze     | es″     |

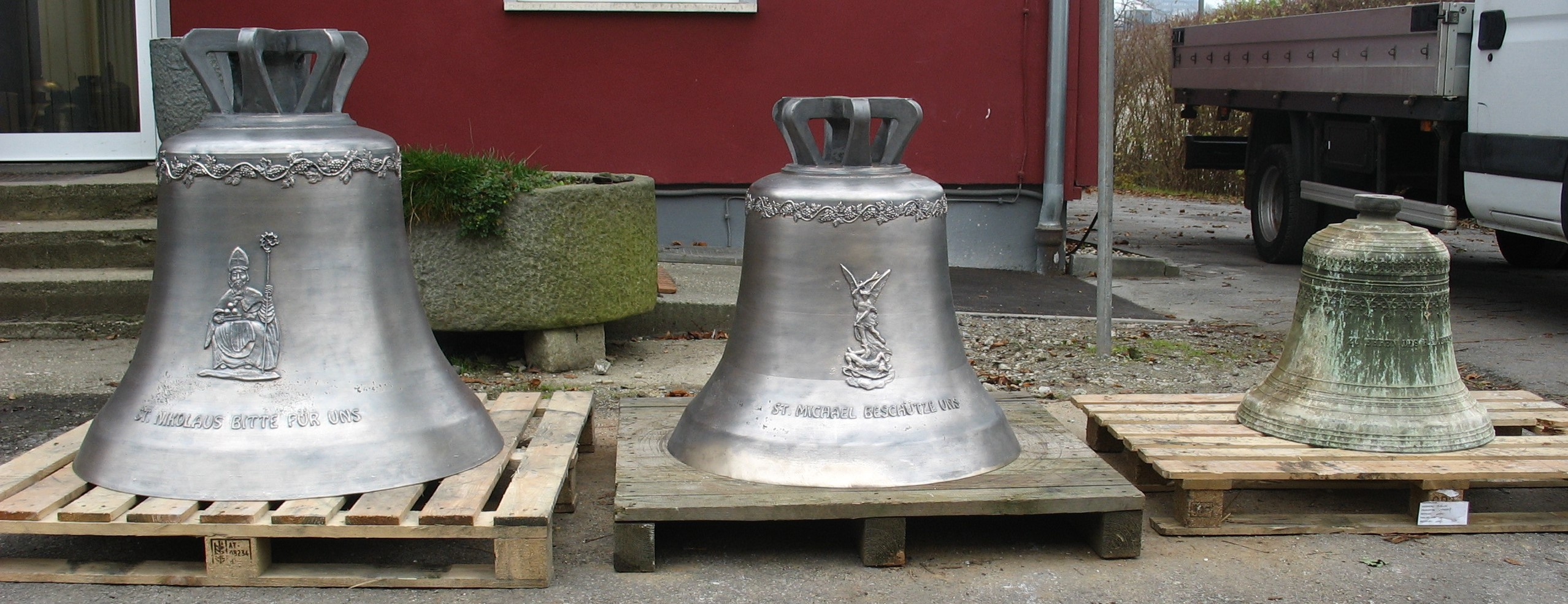
Das aktuelle Geläut von 1889 und 2012 in Passau nach dem Guss / der Überarbeitung

2011 wurde durch den Erzbischöflichen Glockeninspekteur das Läuten der Weißbronze-Glocken, wegen eines drohenden Auseinanderbrechens aufgrund des sehr schlechten inneren Zustands der Glocken, untersagt.

#### Aktuelles Geläut
Im November 2012 wurden zwei neue Glocken in Passau gegossen, welche sich vollkommen aus Spenden finanzierten. Diese wurden im März 2013 geweiht, seit Ostern desselben Jahres erklingt das neue dreistimmige Bronzegeläut aus dem Turm:
| Nr. | Name             | Gussjahr | Gießerei           | Durchmesser | Gewicht | Nominal | Inschrift                  |
| --- | ---------------- | -------- | ------------------ | ----------- | ------- | ------- | -------------------------- |
| 1   | Nikolausglocke   | 2012     | Perner (Passau)    | 894 mm      | 433 kg  | b′+8    | St. Nikolaus bitte für uns |
| 2   | Michaelsglocke   | 2012     | Perner (Passau)    | 760 mm      | 270 kg  | des″+14 | St. Michael beschütze uns  |
| 3   | Laurentiusglocke | 1889     | Hamm (Frankenthal) | 550 mm      | 100 kg  | es″+6   |                            |

Die Laurentiusglocke wurde im Werk der Gießerei in Passau gereinigt und überholt. Die drei Glocken von 1949 wurden vor dem Glockenturm aufgestellt und können durch Anschlagen weiterhin zum Klingen gebracht werden.

## Kirchliche Vereine und Gruppierungen
- KFD – Katholische Frauengemeinschaft Rotenberg (1906–2022)
- Kirchenchor St. Cäcilia Rotenberg (seit 1945)
- Ministranten St. Nikolaus Rotenberg
- Pfarrgemeinderat der Seelsorgeeinheit Letzenberg

Präses dieser Vereine und Gruppierungen sind die Leiter der Seelsorgeeinheit Letzenberg.

## Kirchliche Gebäude
- Pfarrkirche St. Nikolaus mit Sakristei
- Pfarrhaus
- Kindergarten Arche Noah
- Pfarrzentrum St. Michael